# Togarmadillo nigropunctatus
Togarmadillo nigropunctatus là một loài chân đều trong họ Armadillidae. Loài này được Hilgendorf miêu tả khoa học năm 1893.